# Parintins
Parintins je drugi po veličini grad brazilske države Amazonas, na otoku Tupinambarana, udaljen oko 370 km od Manausa.

## Povijest
Mjesto je osnovano 1795. od redovnika Joséa Chagasa.

## Vanjske poveznice
- Parintins